# Jacques-Auguste Maynard
Jacques-Auguste Léonard Maynard de la Malmaison, seigneur de Bellefontaine, dit le « chevalier » puis « commandeur de Bellefontaine » ou encore le « bailli de Bellefontaine de Malmaison », né vers 1646 à Paris et mort le 13 janvier 1720 à Toulon, est un officier de marine français des XVIIe et XVIIIe siècles. Il termine sa carrière avec le rang de Lieutenant général des armées navales.

## Biographie

### Origines et famille
Il est le fils de Barnabé Maynard, seigneur de Bellefontaine, et de Magdeleine Seigneuret. Il est le petit-neveu de Christophe Perrot de la Malmaison, conseiller du Parlement de Paris. D'azur, à une flamme d'or brûlant une main d'argent posée en fasce, le tout accompagné de trois étoiles d'or.

### Carrière dans la Marine royale

#### Débuts dans l'ordre de Saint-Jean de Jérusalem et pendant la guerre de Hollande
Comme son frère Jean, présenté le 15 juillet 1637 il est présenté de minorité dans l'ordre de Saint-Jean de Jérusalem le 10 septembre 1661.
Il entre dans la Marine royale et est promu capitaine de vaisseau en 1673 au début de la guerre de Hollande (1672-1678). Il prend part à la campagne de Sicile contre la flotte hollandaise de l'amiral de Ruyter. Il commande Le Trident, 38 canons, dans la flotte de Duquesne à la bataille d'Agostale 22 avril 1676. Il est également bataille de Palerme, toujours sur Le Trident, cette fois au sein de l'arrière-garde commandée par Gabaret l'ainé. L'année suivante, il est au sein de la petite escadre commandée par le marquis de Châteaurenault, chargée d'empêcher l'amiral Evertzen[Lequel ?] de rallier la flotte hollandaise présente en Méditerranée. L'escadre française est alors composée de cinq vaisseaux et de trois brûlots ; Bellefontaine commande l'Invincible, de 68 canons.

#### Missions en Méditerranée et guerre de la Ligue d'Augsbourg
La paix revenue, il prend part à divers missions en Méditerranée. En 1682, il est au bombardement d'Alger, sous les ordres de Duquesne. Le 6 mai 1684, il quitte Toulon au commandement de L'Aquilon, pour aller bombarder Gênes, toujours sous Duquesne.  
Il sert pendant la guerre de la Ligue d'Augsbourg (1688-1697). Le 11 mai 1689, il est présent lors du débarquement raté de la baie de Bantry et à l'affrontement qui s'ensuit. Sous les ordres du marquis de Châteaurenault, il commande à cette occasion le vaisseau Le Capable, de 48 canons. Le 10 juillet 1690, il commande le Sérieux, de 68 canons, à la bataille du cap Béveziers, principale victoire française pendant ce conflit.
En 1695 il est à Marseille, où sous les ordres du Maréchal de Tourville, il met en place et supervise les défenses de la ville et des batteries de côte devant la menace de l'attaque d'une armada anglo-hollandaise.

#### Apogée de sa carrière pendant la guerre de Succession d'Espagne
Il est promu chef d'escadre de la province de Picardie en 1702 ou 1703. Le 10 juin 1703, le maréchal d'Estrées[Lequel ?] lui donne l'ordre de « s'avancer vers Belle-Ile… et (de prendre le commandement) de tous les postes et batteries qui sont aux environs de Brest… milices des villes… garde-côtes… de tous les gentilshommes du fort de Quelern, du poste du Conquet, de la rivière de Bennrac ». Le 24 août 1704, il est à la bataille navale de Vélez-Málaga. Il commande à cette occasion le vaisseau l'Éclatant, de 66 canons, premier vaisseau de l'avant-garde française commandée par le marquis de Villette-Mursay. Il passe sur le Terrible et désarme à Toulon le 4 décembre 1704. En 1705, il remplace du Casse dans le commandement de la flotte qui devait aller mettre le siège sur Barcelone. Il arrive devant la ville dans le courant du mois de juin. Revenu à Toulon, il commande Le Henry du 10 octobre 1705 à mai 1706.
Il est promu lieutenant général des armées navales le 6 octobre 1712. Il commande à nouveau la flotte française lors du siège de Barcelone de 1713-1714. Alors qu'une flotte d'une cinquantaine de bâtiments en provenance de Majorque venait ravitailler la ville. Bellefontaine met les voiles pour aller à sa rencontre. La nuit tombe avant qu'il ne puisse la rejoindre. Le lendemain, il capture une vingtaine de bâtiments et une frégate, les trente bâtiments restants et trois frégates parviennent à rallier Barcelone, chargés de vivres.
Il meurt le 13 janvier 1720 à Toulon. Dans son Journal, le marquis de Dangeau écrit en date du 23 janvier 1720 :

« Le commandeur de Bellefontaine est mort ; il étoit le plus ancien lieutenant général de la marine et homme de grande réputation ; il avoit une belle commanderie en Flandre. Sa place de lieutenant général a été donnée à Champigny, chef d'escadre, et qui est du conseil de marine. »

### Sources et bibliographie
- Marquis de Dangeau, Journal du marquis de Dangeau, vol. 17 à 19, Firmin Didot frères, 1859 (lire en ligne), p. 218
- Prosper Levot et Onésime-Joachim Troude, Batailles navales de la France, Paris, Challamel l'Aîné, 1867 (lire en ligne)
- Michel Vergé-Franceschi, La société française au XVIIe siècle, Fayard, 15 novembre 2006, 464 p. (ISBN 978-2-213-64867-5, lire en ligne), p. 267
- Abbé de Vertot, Histoire des chevaliers hospitaliers de Saint-Jean de Jérusalem appelez depuis les chevaliers de Rhodes et aujourd'hui les chevaliers de Mante, Paris, Tollin, Quillau et Desaint, 1726